# Francesc Montserrat i Ayarbe
Francesc Montserrat i Ayarbe, o Ayerbe segons les fonts (Vilanova i la Geltrú, 13 de març del 1879 - Barcelona, 27 de febrer del 1950), va ser pianista, compositor i director d'orquestra.
Va seguir estudis musicals a Vilanova amb Magí Sans i després al Conservatori del Liceu, amb Francesc de Paula Sánchez i Gavagnach, Domènec Sànchez i Deyà (violí) i a l'Escola Municipal de Música de Barcelona, amb Antoni Nicolau i Parera i Eusebi Daniel i Campalans. Fou compositor i director de sarsuela i revista a Barcelona, València i Saragossa, i el 1947 esdevingué professor d'harmonia i composició del Conservatori Municipal de Barcelona. Cedí la seva biblioteca al Sindicat Musical de Catalunya. El seu cosí, Francesc Montserrat i Juncosa (Vilanova i la Geltrú, 1877-1954), va ser pianista, compositor i professor de música.

## Obres
- La velleta de Montblanc, obra de teatre de Josep Maria Navarro Porcel: partitura per a conjunt de cambra i veu parlada; «violins I- II, violes, violoncel, 2 contrabaixos i veu» (1903).[2]
- La festa dels ocells, amb lletra d'Ignasi Iglesias: partitura per a piano (1905).
- L'infant príncep, obra de teatre en un acte, de Josep Maria Navarro Porcel: partitura per a piano i parts per a harmònium (1911).[3]
- Tres preludis, música orquestral.

### Música de cambra
- Dos minués per a quartet de corda.
- Les Estacions: I. Primavera, II. Estiu, III. Tardor, IV. Hivern, col·lecció de poemes de Josep Maria Navarro Porcel: 4 melodies, segon accèssit en el Primer Concurs de la Festa de la Música Catalana (1904).
- Impressions de natura: La Dansa de les Fulles, la Torrentada, Paisatge Nevat: composició poètica musicada per a veu i piano, premiada a la Festa de la Música (1907).
- Minue per a flauta, oboè, clarinet, trompa, fagot i quintet de corda.
- Primavera: gavota per a violí, violoncel i piano.
- Suite: per a orquestra de corda (1902-1908).

### Obra dramàtico-musical
- El miracle de Santa Agnès. Sarsuela en 3 actes. Llibret de Salvador Vilaregut i Martí. Estrenada al Teatre Principal, Barcelona, el 13 de febrer de 1908.
- La Guia de Barcelona o Alrededor d'una estrella. Revista en 2 actes. Llibret de Julià Carcassó, Barcelona (1910).
- Rondalla de Reis, fantasia lírica infantil, en un acte, text d'Agustí Mundet i Àlvarez, amb versió en castellà: Al paso de la estrella (1911-1920).
- A la "casa de socorro", llibret de V. i D. Corominas i Prats. Estrenada al Teatre Nou, Barcelona (1913).
- El casament d'en Tarregada, juguet en 1 acte; llibret de Juli Vallmitjana. Estrenat al Teatre Tívoli, Barcelona (1913).
- Les bodes d'en Ciril·lo. Sarsuela en 1 acte. Llibret d'Emili Vilanova. Estrenada al Teatre Tívoli, Barcelona, el maig del 1914.
- Almanaque del "Nuevo". Revista en 1 acte, dividit en 9 quadres. Llibret de Joaquim Montero i Delgado. Música en col·laboració amb Josep Parera i Campabadal. Estrenada al Teatre Nou, Barcelona, el 24 de gener de 1914.
- Institut d'apicultura. Sainet. Llibret de V. i D. Corominas i Prats. Estrenat al Teatre Nou, Barcelona, el febrer del 1914.
- Monterograff. Revista cinematogràfica cómico-lírica, satírica, ballable en 1 acte i 8 quadres. Llibret de Joaquim Montero i Delgado. Música en col·laboració amb Cassià Casademont. Estrenada al Teatre Soriano, Barcelona, el 5 de desembre de 1914.
- Monterograf II. Sarsuela en 2 actes. Llibret de Joaquim Montero.
- Portfolio de Novedades o Miss República 1932. Revista en 1 acte. Llibret de Luis Calvo i Francisco Prada Blasco. Música en col·laboració amb Ramon Ferrés i Musolas. Estrenada al Teatre Novetats, Barcelona, el 26 de març de 1932.
- Les noies de l'Estatut. Sainet en 1 acte. Llibret de Víctor Mora i Alzinelles. Música en col·laboració amb Ramon Ferrés i Musolas. Barcelona 1934.

### Cançons i obres per a cor
- L'eco sagrat
- La mar inquieta (1908), per a quatre veus mixtes, amb lletra de Joan Maragall.
- La poncella (1921), per a quatre veus mixtes, amb lletra de Carles Isern.
- Cançons amb acompanyament de piano o harmònium: Quan sento resonar la cançoneta (1901), Impressions de natura (1906-1907, text de Josep Maria Navarro Porcel), Quatre melodies religioses (1906, amb text de Jacint Verdaguer), Tres cançons íntimes (1904-1908, amb lletra de Josep Maria Navarro Porcel), Amorosa (1903, lletra d'Eduard Vidal i Valenciano), Tres melodies per a cant i piano (1905-1909, amb lletra d'Ignasi Iglesias), Quatre melodies per a cant i piano: Rosa de la Mare de Déu (Rosa Vera), El lliri blanc, A la Verge (oració), El gessamí (amb lletra de Jacint Verdaguer), Les estacions (1904, lletra de Josep Maria Navarro Porcel), Esclat d'abril (1904, lletra de X. Dachs).

### Obra pedagògica
- Curso práctico de orquestación, Barcelona, Central Catalana de Publicaciones, 1946.